# 科尔莫
科尔莫（法語：Cormost，法語發音：[kɔʁmo]）是法国奥布省的一个市镇，位于该省中南部，属于特鲁瓦区和特鲁瓦香槟都会城市圈公共社区，其市镇面积为11.36平方公里，2022年1月1日时人口数量为291人。
科尔莫是特鲁瓦香槟都会城市圈公共社区的组成部分，位于特鲁瓦市区以南大约17公里。

## 行政
科尔莫的邮政编码为10800，INSEE市镇编码为10104。

## 地理
科尔莫（48°10'9"N, 4°8'13"E）位于法国中北部偏东，大东部大区西南部和奥布省中南部。
与科尔莫接壤的市镇包括：莱博尔德欧蒙、莱洛日马格龙、蒙索莱沃德、圣蒂博、拉旺迪米尼奥。
科尔莫属于塞纳河流域，境内地势平坦，南侧为林区。
按照柯本气候分类法，科尔莫属于温带海洋性气候，全年温差较小，降水分布均匀。

## 历史
科尔莫历史上长期为一普通村落。

## 交通
奥布省道D1线、D85线、D185线和D444线在科尔莫境内交汇。

## 政治
现任科尔莫市长为克洛德·戈里耶先生（Claude Gaurier），他是一名右翼无党派人士。

## 人口
| 年份   | 1936 | 1946 | 1954 | 1962 | 1968 | 1975 | 1982 | 1990 | 1999 | 2006 | 2007 | 2012 | 2017 |
| ------ | ---- | ---- | ---- | ---- | ---- | ---- | ---- | ---- | ---- | ---- | ---- | ---- | ---- |
| 人口數 | 143  | 136  | 153  | 134  | 120  | 139  | 275  | 312  | 262  | 283  | 286  | 305  | 307  |